# Jerzy Fogel

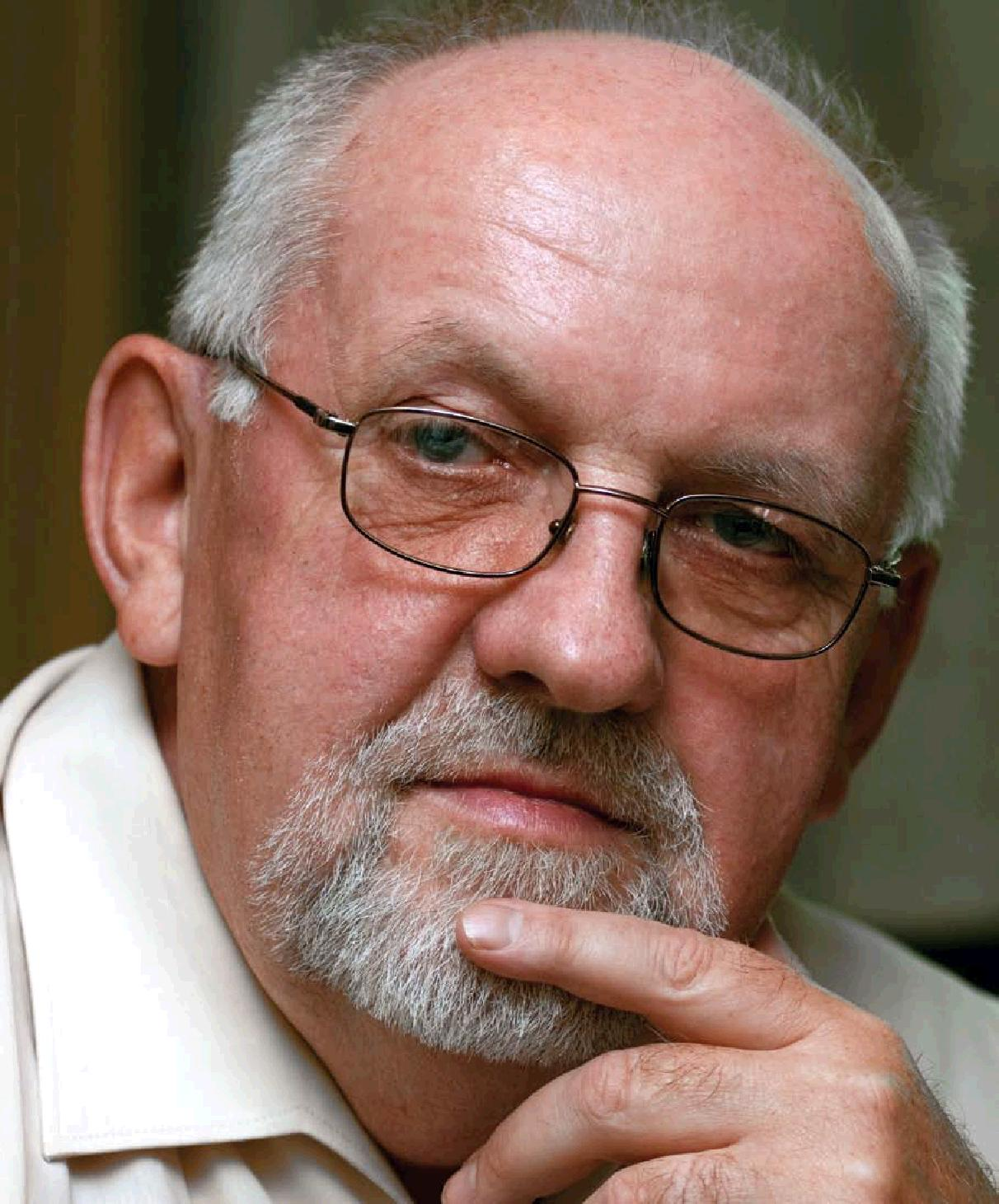
Jerzy Fogel

Jerzy Kazimierz Fogel (ur. 17 października 1942 w Kórniku, zm. 4 kwietnia 2013) – polski archeolog, profesor, specjalista w dziedzinie epoki brązu, kierownik Zakładu Prahistorii Powszechnej Epoki Kamienia i Brązu w Instytucie Prahistorii Uniwersytetu im. Adama Mickiewicza w Poznaniu, redaktor periodyku Folia Praehistorica Posnaniensia; współzałożyciel oraz wieloletni były prezes Kórnickiego Towarzystwa Kulturalnego, członek władz Wielkopolskiego Towarzystwa Kulturalnego w latach 1979–1992.

28 lutego 2014 roku prof. Jerzy Fogel został pośmiertnie odznaczony Krzyżem Kawalerskim Orderu Odrodzenia Polski, przyznanego 12 września poprzedniego roku przez prezydenta RP Bronisława Komorowskiego.

## Życiorys
Jerzy Fogel urodził się w rodzinie rzemieślniczo-kupieckiej o kórnickich korzeniach sięgających co najmniej 1766 roku. Szkołę podstawową w Kórniku ukończył w roku 1956, a tamtejsze liceum ogólnokształcące w 1960. W 1964 roku uzyskał magisterium na studiach archeologicznych na Uniwersytecie im. Adama Mickiewicza w Poznaniu. Doktorat (praca Uzbrojenie ludności kultury łużyckiej w dorzeczu Odry i Wisły) obronił w 1974, a habilitację (praca Import nordyjski na ziemiach polskich u schyłku epoki brązu) w 1989. Tytuł profesora nauk humanistycznych otrzymał 10 maja 1995 roku. Od 1990 prof. Jerzy Fogel pełnił funkcje kierownika Zakładu Prahistorii Powszechnej Epoki Kamienia i Brązu w Instytucie Prahistorii UAM. Sprawował również funkcję redaktora naczelnego organu ww. Instytutu „Folia Praehistorica Poznaniensia”.

## Praca
Jerzy Fogel opublikował blisko 80 pozycji w tym: 7 książek, liczne artykuły naukowe i publicystyczne. Inicjator i redaktor dwutomowej monografii Z dziejów Kórnika i Bnina (wyd. 2008–2009). Redaktor serii broszur poświęconych wybitnym kórniczanom. Nieocenione zasługi dla gminy Kórnik ściśle związane są z kierunkiem badań i studiów Profesora oraz jego działalnością społeczną: – systematyczne badania wykopaliskowe na grodach wczesnopiastowskich (X–XIII w) i osadzie kultury łużyckiej(VIII–V w. p.n.e.) na półwyspie „Szyja” w Bninie (1961–1969) na stanowisku zastępcy kierownika badań. – archeologiczne zdjęcie Polski na terenie całej gminy Kórnik i całej rynny jezior Kórnicko-zaniemyskich, udokumentowanie terenowe wszystkich stanowisk archeologicznych. – doraźne odkrycia archeologiczne: pawilon myśliwski rodu Górków na Mościenicy, pawilon rekreacyjny Teofili z Działyńskich Szołdrskiej-Potulickiej („Białej Damy”) w arboretum Instytutu PAN w Kórniku, wysepka zamkowa w Kórniku – gruzowisko, prezbiterium byłego kościoła parafialnego w Bninie, kasztel obronny rodu Grzymalitów na półwyspie „Rybakówka” w Błażejewie, leśniczówka w lesie Zwierzyniec w Kórniku-fundamenty, osada ludności kultury łużyckiej na wyspie Edwarda w Zamiemyślu, osada kultury łużyckiej na półwyspie Szyja w Bninie. – systematyczny dozór archeologiczny nad wszelkimi wykopami infrastrukturalnymi realizowanymi w gminie Kórnik.

## Członkostwo w organizacjach
- założyciel Koła Absolwentów Liceum Ogólnokształcącego w Kórniku
- założyciel, pierwszy prezes i członek Kórnickiego Towarzystwa Kulturalnego, największego stowarzyszenia tego typu w Wielkopolsce,
- wiceprezes i członek zarządu Wielkopolskiego Towarzystwa Kulturalnego w Poznaniu – federacji wojewódzkiej,
- uczestnik ogólnopolskich Kongresów Towarzystw Regionalnych Kultury,
- inicjator scenarzysta i reżyser dorocznego festynu „Święto Kwitnącej Magnolii” w Kórniku (XIII edycji)[3],
- pomysłodawca i organizator hejnału KTK – obecnie używanego jako hejnał ratuszowy,
- organizator akcji dokumentacji naukowej wszystkich zabytków architektury mieszczańskiej na terenie Gminy Kórnik,
- organizator dokumentacji artystycznej wybranych obiektów architektury mieszczańskiej na terenie Kórnika i Bnina,
- organizator licznych uroczystości patriotycznych,
- organizator obchodów 550-lecia lokacji Kórnika.

## Publikacje książkowe
- Studia nad uzbrojeniem ludności kultury łużyckiej w dorzeczu Odry i Wisły. Broń zaczepna, Poznań 1979.
- „Import” nordyjski na ziemiach polskich u schyłku epoki brązu, Poznań 1988.
- Militaria kultury łużyckiej z dorzecza Odry i Wisły (źródła), Poznań 1988.
- Pompeja polska; z dziejów archeologii wielkopolskiej XIX wieku: działalność Albina hr. Węsierskiego i Zbigniewa hr. Węsierskiego-Kwileckiego, Poznań 1991.
- Mit i rzeczywistość „grodu” ludności kultury łużyckiej w Bninie, w środkowej Wielkopolsce (nie odosobniony przykład funkcjonowania półprawd we współczesnej archeologii polskiej), Poznań 1993.
- Tematy archeologiczne w rysunkach i grafikach Kajetana Wincentego Kielisińskiego (1808-1849), Poznań 1995.
- Kościoły Wielkopolski, Kujaw i Ziemi Lubuskiej z teki rysunków Kajetana Wincentego Kielisińskiego (1808-1849), Poznań 1998.
- Mielżyńscy i Turnowie w kręgu starożytników XIX wieku, Poznań 2002.